# Myriosclerotinia vahliana
Myriosclerotinia vahliana är en svampart som först beskrevs av Emil Rostrup, och fick sitt nu gällande namn av N.F. Buchw. 1947. Myriosclerotinia vahliana ingår i släktet Myriosclerotinia och familjen Sclerotiniaceae.   Inga underarter finns listade i Catalogue of Life.